# グレムリン (プログラミング言語)
グレムリン（英語: Gremlin）は、Apacheソフトウェア財団のApache TinkerPopにより開発されたチューリング完全なプログラミング言語。グラフデータベース操作言語である。
グレムリンは多対多の関係のグラフを作成する際に有用である。グレムリンは、MongoDBドキュメントのグラフを扱う。また、Apacheソフトウェア財団によると、今後はCouchDBやTerracottaもサポートの対象となる。